# Kirgizië op de Olympische Zomerspelen 2012

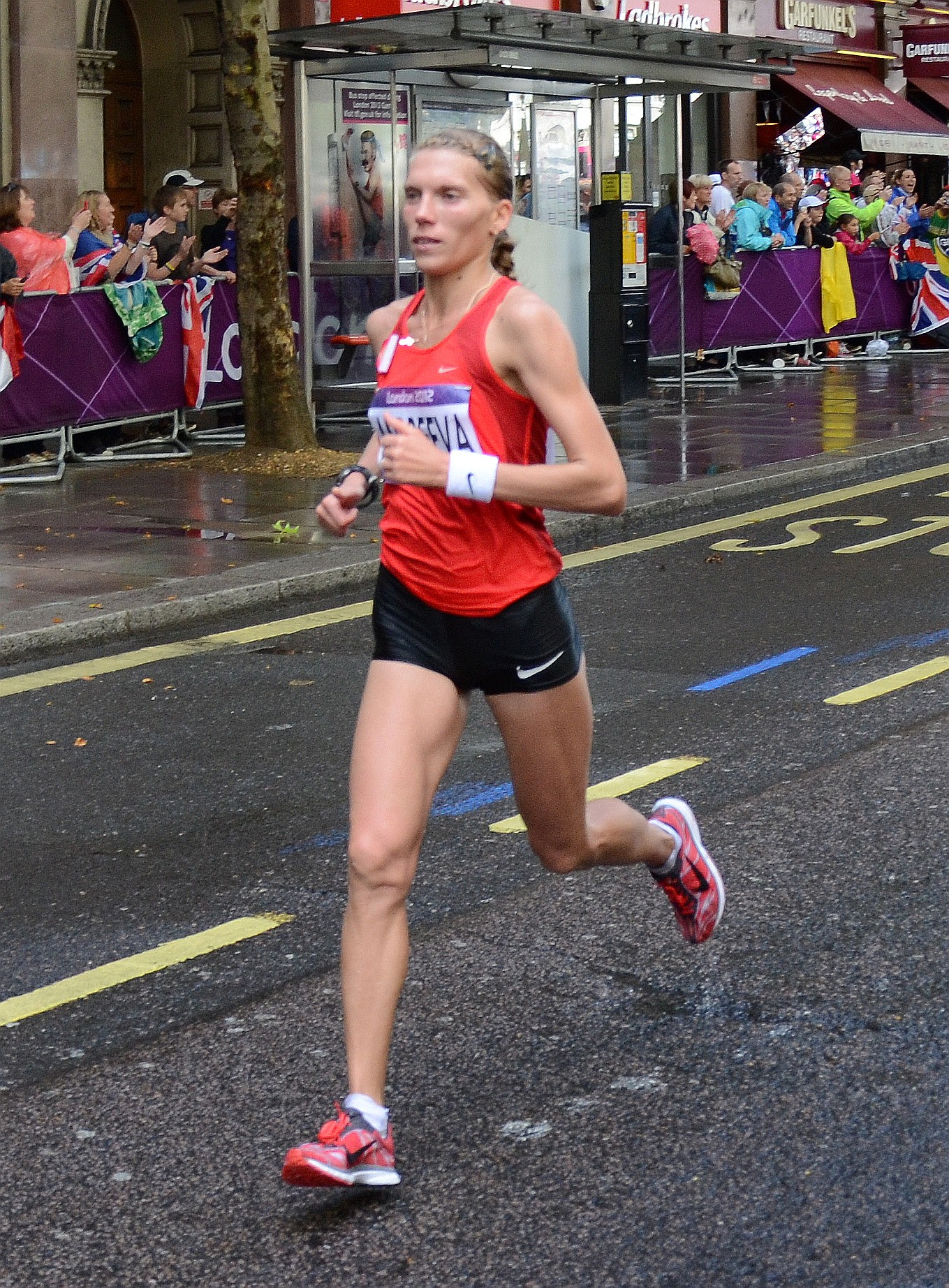
Iuliia Andreeva in de olympische marathon voor vrouwen

Kirgizië nam deel aan de Olympische Zomerspelen 2012 in Londen, Verenigd Koninkrijk.

## Deelnemers en resultaten
(m) = mannen, (v) = vrouwen

### Atletiek
| Olympiër        | Onderdeel    | Resultaat | Prestatie                |
| --------------- | ------------ | --------- | ------------------------ |
| Erzhan Askarov  | 800 m (m)    | 52e       | serie 6: 8ste in 1.59,56 |
|                 |              |           |                          |
| Iuliia Andreeva | marathon (v) | 60e       | 2:36.01                  |

### Gewichtheffen
| Olympiër          | Onderdeel | Resultaat | Prestatie                                          |
| ----------------- | --------- | --------- | -------------------------------------------------- |
| Bekzat Osmonaliev | -56kg (m) | DNF       | trekken: 3de met 127kg stoten: geen geldige poging |

### Judo
| Olympiër           | Onderdeel  | Resultaat | Prestatie                                 |
| ------------------ | ---------- | --------- | ----------------------------------------- |
| Chingiz Mamedov    | -90kg (m)  | 17e       | 1ste ronde: V van JPN Nishiyama: waza-ari |
| Iurii Krakovetskii | +100kg (m) | 17e       | 1ste ronde: V van ROU Simionescu: ippon   |

### Schietsport
| Olympiër        | Onderdeel                  | Resultaat | Prestatie                                               |
| --------------- | -------------------------- | --------- | ------------------------------------------------------- |
| Ruslan Ismailov | 10m luchtgeweer (m)        | 21e       | kwalificatie: 21ste met 593 punten (100-99-97-99-99-99) |
| Ruslan Ismailov | 50m geweer 3 houdingen (m) | 40e       | kwalificatie: 40ste met 1146 punten (392-376-378)       |

### Taekwondo
| Olympiër       | Onderdeel | Resultaat | Prestatie                           |
| -------------- | --------- | --------- | ----------------------------------- |
| Rasul Abduraim | -80kg (m) | 11e       | voorronde: V van ITA Sarmiento: 1-5 |

### Worstelen
| Olympiër           | Onderdeel   | Resultaat   | Prestatie                                                                                                 |
| Vrije stijl        | Vrije stijl | Vrije stijl | Vrije stijl                                                                                               |
| ------------------ | ----------- | ----------- | --- |
| Magomed Musaev     | -96kg (m)   | 7e          | kwalificatie: W van TUR Balci: 3-1 1ste ronde: W van JPN Isokawa: 3-1 kwartfinale: V van IRI Yazdani: 1-3 |
|                    |             |             | |
| Aisuluu Tynybekova | -63kg (v)   | 13e         | kwalificatie: vrij 1ste ronde: V van SWE Johansson: 1-3                                                   |
| Grieks-Romeins     |             |             | |
| Arsen Eraliev      | -55kg (m)   | 11e         | kwalificatie: vrij 1ste ronde: V van IRI Reihanpour: 1-3 herkansingen: V van HUN Modos: 0-3               |
| Daniyar Kobonov    | -74kg (m)   | 17e         | kwalificatie: vrij 1ste ronde: V verloor van ARM Julfalakyan: 0-3 herkansingen: V BLR Kikiniou: 0-3       |

### Zeilen
| Olympiër     | Onderdeel | Resultaat | Prestatie                                  |
| ------------ | --------- | --------- | ------------------------------------------ |
| Ilia Ignatev | laser (m) | 49e       | 422 punten (49-49-49-48-48-48-38-47-46-49) |

### Zwemmen
| Olympiër            | Onderdeel           | Resultaat | Prestatie               |
| ------------------- | ------------------- | --------- | ----------------------- |
| Dmitrii Aleksandrov | 200m schoolslag (m) | 32e       | serie 1: 2de in 2.17,92 |
|                     |                     |           |                         |
| Dariia Talanova     | 200m schoolslag (v) | 34e       | serie 1: 3de in 2.38,01 |

Afghanistan · Albanië · Algerije · Amerikaanse Maagdeneilanden · Amerikaans-Samoa · Andorra · Angola · Antigua en Barbuda · Argentinië · Armenië · Aruba · Australië · Azerbeidzjan · Bahama's · Bahrein · Bangladesh · Barbados · België · Belize · Benin · Bermuda · Bhutan · Bolivia · Bosnië en Herzegovina · Botswana · Brazilië · Britse Maagdeneilanden · Brunei · Bulgarije · Burkina Faso · Burundi · Cambodja · Canada · Centraal-Afrikaanse Republiek · Chili · China · Chinees Taipei · Colombia · Comoren · Congo-Brazzaville · Congo-Kinshasa · Cookeilanden · Costa Rica · Cuba · Cyprus · Denemarken · Djibouti · Dominica · Dominicaanse Republiek · Duitsland · Ecuador · Egypte · El Salvador · Equatoriaal-Guinea · Eritrea · Estland · Ethiopië · Fiji · Filipijnen · Finland · Frankrijk · Gabon · Gambia · Georgië · Ghana · Grenada · Griekenland · Groot-Brittannië · Guam · Guatemala · Guinee · Guinee‑Bissau · Guyana · Haïti · Honduras · Hongarije · Hongkong · Ierland · IJsland · India · Indonesië · Irak · Iran · Israël · Italië · Ivoorkust · Jamaica · Japan · Jemen · Jordanië · Kaaimaneilanden · Kaapverdië · Kameroen · Kazachstan · Kenia · Kirgizië · Kiribati · Koeweit · Kroatië · Laos · Lesotho · Letland · Libanon · Liberia · Libië · Liechtenstein · Litouwen · Luxemburg · Macedonië · Madagaskar · Malawi · Maldiven · Maleisië · Mali · Malta · Marshalleilanden · Marokko · Mauritanië · Mauritius · Mexico · Micronesië · Moldavië · Monaco · Mongolië · Montenegro · Mozambique · Myanmar · Namibië · Nauru · Nederland · Nepal · Nicaragua · Nieuw-Zeeland · Niger · Nigeria · Noord-Korea · Noorwegen · Oeganda · Oekraïne · Oezbekistan · Oman · Oostenrijk · Oost-Timor · Pakistan · Palau · Palestina · Panama · Papoea-Nieuw-Guinea · Paraguay · Peru · Polen · Portugal · Puerto Rico · Qatar · Roemenië · Rusland · Rwanda · Saint Kitts en Nevis · Saint Lucia · Saint Vincent en Grenadines · Salomonseilanden · Samoa · San Marino · Sao Tomé en Principe · Saoedi-Arabië · Senegal · Servië · Seychellen · Sierra Leone · Singapore · Slovenië · Slowakije · Soedan · Somalië · Spanje · Sri Lanka · Suriname · Swaziland · Syrië · Tadzjikistan · Tanzania · Thailand · Togo · Tonga · Trinidad en Tobago · Tsjaad · Tsjechië · Tunesië · Turkije · Turkmenistan · Tuvalu · Uruguay · Vanuatu · Venezuela · Verenigde Arabische Emiraten · Verenigde Staten · Vietnam · Wit-Rusland · Zambia · Zimbabwe · Zuid-Afrika · Zuid-Korea · Zweden · Zwitserland · Onafhankelijke atleten